# La Cienega
La Cienega ist eine Ortschaft im Departamento Potosí im südamerikanischen Anden-Staat Bolivien.

## Lage im Nahraum
La Cienega ist zentraler Ort des Kanton La Cienega im Municipio Mojinete in der Provinz Sur Lípez. Die Ortschaft liegt auf einer Höhe von 3793 m an einem Nebenfluss des Río Guadalupe, der bei Mojinete in den Río San Juan del Oro mündet, einem der Quellflüsse des Río Pilcomayo.

## Geographie
La Cienega liegt im Höhenzug der Cordillera de Lípez am Südrand des bolivianischen Altiplano an der argentinischen Grenze. Das Klima der Region ist ein typisches Tageszeitenklima, bei dem die mittlere Temperaturschwankung im Tagesverlauf deutlicher ausfällt als im Ablauf der Jahreszeiten.
Die Jahresdurchschnittstemperatur der Region liegt bei knapp 8 °C (siehe Klimadiagramm Mojinete), die Monatswerte schwanken nur unwesentlich zwischen knapp 3 °C im Juni/Juli und 11 °C von Dezember bis Februar. Der Jahresniederschlag liegt bei niedrigen 230 mm, die Monatsniederschläge liegen unter 10 mm in dem Winterhalbjahr von April bis Oktober und erreichen nur von Dezember bis Februar Werte von 50 bis 60 mm.

## Verkehrsnetz
La Cienega liegt in einer Luftlinien-Entfernung von 250 Kilometern südlich von Potosí, der Hauptstadt des Departamentos.
Die Ortschaft ist mit dem Fahrzeug kaum zu erreichen, die direkte Verbindung mit dem bolivianischen Straßennetz bietet zur Trockenzeit das Flusstal des Río Guadalupe.

## Bevölkerung
Die Einwohnerzahl der Ortschaft ist im vergangenen Jahrzehnt auf das Fünffache angestiegen:
| Jahr | Einwohner         | Quelle       |
| ---- | ----------------- | ------------ |
| 1992 | keine Detaildaten | Volkszählung |
| 2001 | 44                | Volkszählung |
| 2012 | 223               | Volkszählung |
| 2024 |                   | Volkszählung |

Die Region weist einen hohen Anteil an Quechua-Bevölkerung auf, im Municipio Mojinete sprechen 94,5 Prozent der Bevölkerung die Quechua-Sprache.